# Houda Darwish
Houda Darwish (en árabe: هدى درويش) es una novelista, poeta, escritora y activista por los derechos de las mujeres de Argelia. Según Abdel Madjid Djaber, crítico y académico palestino, es una "encantadora dama de la literatura argelina".

## Biografía
Nacida en el oeste de Argelia el 26 de noviembre de 1991, Houda Darwish vivía con dos padres que trabajaban como maestros, el padre era maestro de árabe, la madre era maestra de francés. Debido a su situación familiar, se abrió a una amplia variedad de culturas y a una mezcla entre la literatura árabe y francesa.. Prosiguió sus estudios de medicina entre la universidad francesa y la argelina, actualmente como pediatra y neonatóloga. 

## Carrera
A los dieciséis años, una vez que se estableció en El Cairo Darwish presentó su primera novela titulada "Amal ... Un amor buscando una patria" (en árabe: آمال ... حب يبحث عن وطن). Fue escrito en un estilo poético con bravuconería política. Hablaba de un viaje de un músico palestino entre los caminos de la política, el espionaje y el exilio.
Al publicar trabajos sobre una variedad de temas controvertidos, Darwish es bien conocido por ser literariamente afectado por Yibrán Jalil Yibrán, Nizar Qabbani, y Mahmud Darwish (supuestamente, el último hombre es la razón por la que eligió a Darwish como apellido).
Huda Darwish continúa su éxito publicando secuelas. Justificando su transición entre poesía y prosa, la ex editora en jefe de Rose al-Yūsuf, Essam Abdel-Aziz, dijo: "Houda Darwish es una mujer creativa cuya escritura nos hizo volver a la bella época"

## Obras
- حب يبحث عن وطن (Esperanzas ... Amor buscando una patria[7]
- Amor en Quete sa Nación[8]
- خلود الياسمين (La inmortalidad de jazmín)
- نساء بلا ذاكرة (Mujeres sin memoria)

### Poesía
- لك وحدك (solo per ti)